# Porto Estrela
Porto Estrela is een gemeente in de Braziliaanse deelstaat Mato Grosso. De gemeente telt 4.027 inwoners (schatting 2009).